# محوطه سراب حریر
محوطه سراب حریر مربوط به عصر مس و سنگ - مفرغ است و در شهرستان دالاهو، بخش مرکز ی، دهستان حومه، ۶۰۰ متری شمال شرقی روستای حریر واقع شده و این اثر در تاریخ ۲۷ اسفند ۱۳۸۶ با شمارهٔ ثبت ۲۲۴۸۹ به‌عنوان یکی از آثار ملی ایران به ثبت رسیده است.